# Philonotis curvula
Philonotis curvula är en bladmossart som beskrevs av Kindberg 1889. Philonotis curvula ingår i släktet källmossor, och familjen Bartramiaceae. Inga underarter finns listade i Catalogue of Life.